# Адріан Іліе
Адріан Іліе (рум. Adrian Ilie, нар. 24 квітня 1974, Крайова) — румунський футболіст, лівий фланговий півзахисник. По завершенні ігрової кар'єри — спортивний функціонер, власник футбольного клубу «Форекс» (Брашов).
Як гравець насамперед відомий виступами за «Стяуа», «Валенсію», а також національну збірну Румунії.
Триразовий чемпіон Румунії. Володар Кубка Румунії. Чемпіон Туреччини. Володар Кубка Іспанії з футболу. Володар Суперкубка Іспанії з футболу. Чемпіон Іспанії. Володар Кубка Швейцарії. 

## Клубна кар'єра
Народився 24 квітня 1974 року в місті Крайова. Вихованець футбольної школи клубу «Електропутере» (Крайова). Дорослу футбольну кар'єру розпочав 1991 року в основній команді того ж клубу, в якій провів два сезони, взявши участь у 31 матчі чемпіонату. 
Згодом з 1993 по 1998 рік грав у складі команд клубів «Стяуа» та «Галатасарай». Протягом цих років тричі виборював титул чемпіона Румунії, ставав чемпіоном Туреччини.
Своєю грою за останню команду привернув увагу представників тренерського штабу клубу «Валенсія», до складу якого приєднався 1998 року. Відіграв за валенсійський клуб наступні чотири сезони своєї ігрової кар'єри. Більшість часу, проведеного у складі «Валенсії», був основним гравцем команди. За цей час додав до переліку своїх трофеїв титул володаря Суперкубка Іспанії з футболу, ставав чемпіоном Іспанії.
Протягом 2002—2004 років захищав кольори клубів «Алавес» та «Бешикташ».
Завершив професійну ігрову кар'єру у клубі «Цюрих», за команду якого виступав протягом 2004—2005 років. За цей час додав до переліку своїх трофеїв титул володаря Кубка Швейцарії.

## Виступи за збірну
1993 року дебютував в офіційних матчах у складі національної збірної Румунії. Протягом кар'єри у національній команді, яка тривала 13 років, провів у формі головної команди країни 55 матчів, забивши 11 голів.
У складі збірної був учасником чемпіонату Європи 1996 року в Англії, чемпіонату світу 1998 року у Франції, а також чемпіонату Європи 2000 року у Бельгії та Нідерландах.

## Титули і досягнення

### Командні
- Чемпіон Румунії (3):

«Стяуа»:  1993–94, 1994–95, 1995–96
- Володар Кубка Румунії (1):

«Стяуа»:  1995–96
- Володар Суперкубка Румунії (2):

«Стяуа»:  1994, 1995
- Чемпіон Туреччини (2):

«Галатасарай»:  1996–97, 1997–98
- Володар Суперкубка Туреччини (2):

«Галатасарай»:  1996, 1997
- Володар Кубка Іспанії з футболу (1):

«Валенсія»:  1998–99
- Володар Суперкубка Іспанії з футболу (1):

«Валенсія»:  1999
- Чемпіон Іспанії (1):

«Валенсія»:  2001–02
- Володар Кубка Швейцарії (1):

«Цюрих»:  2004–05

### Особисті
- Найкращий румунський футболіст року (1):

1998